# Lucrècia Barberini
Lucrècia Barberini —Lucrezia Barberini (italià) —(Florència, 24 d'octubre de 1628 - Mòdena, 24 d'agost de 1699) fou una noble italiana, filla gran de Taddeo Barberini (1603-47) i d'Anna Colonna de Pagliano (1605-58). El 14 d'octubre de 1654 es va casar a la Santa Casa de Loreto amb el duc de Mòdena Francesc I d'Este (1610-1658) fill del duc Alfons III d'Este i d'Elisabet de Savoia D'aquesta unió nasqué Reinaldo III d'Este (1655-1737), cardenal i duc de Mòdena, casat amb Carlota Felicitat de Brunsvic-Lüneburg (1671-1710).